# McNaughts komet
McNaughts komet är en icke-periodisk komet som upptäcktes 7 augusti 2006 av den australiensiske astronomen Robert H. McNaught i Siding Spring-observatoriet i Australien.
Kometen blev allt ljusare ju närmare perihelium den kom. I december blev den för en tid omöjlig att observera. I januari blev den snart synlig för amatörer och slutligen även med blotta ögat. Den var som ljusast den 17 januari. Den var lättast att observera på det södra halvklotet.
Observationer gjordes även med rymdobservatorierna STEREO och SOHO.

## Externa länkar

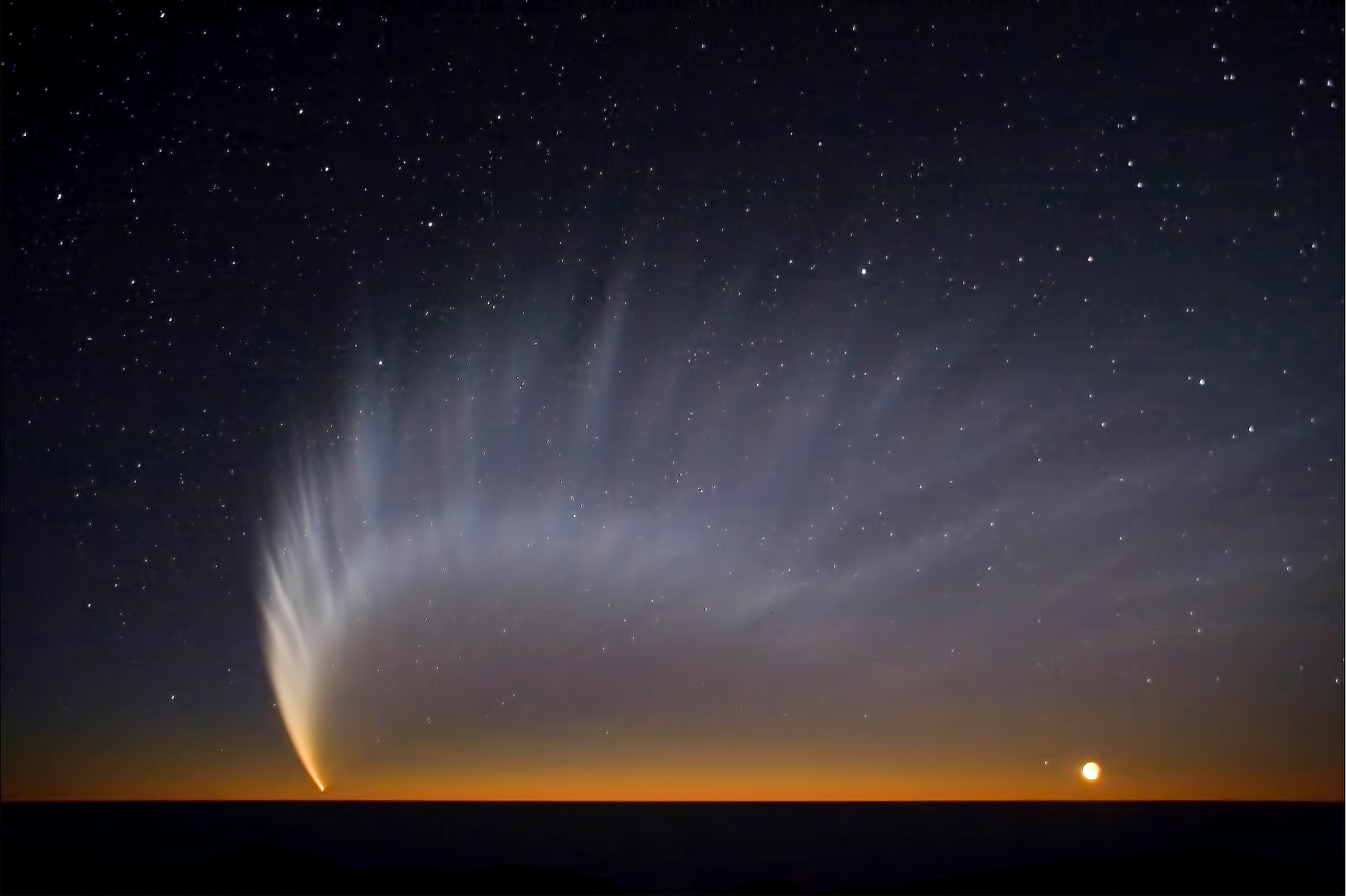
Paranal Observatory, Chile
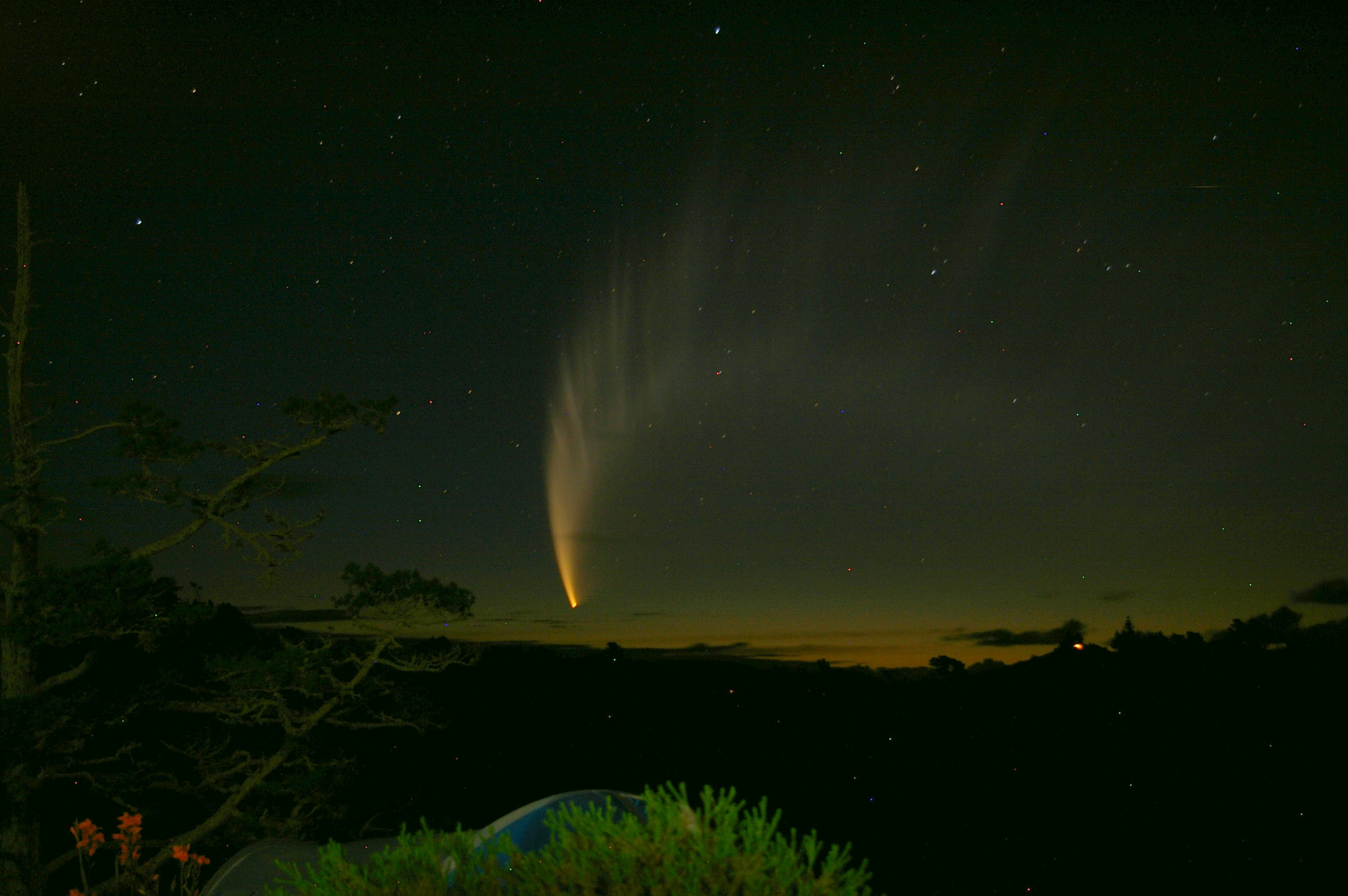
Matakohe, Nya Zeeland
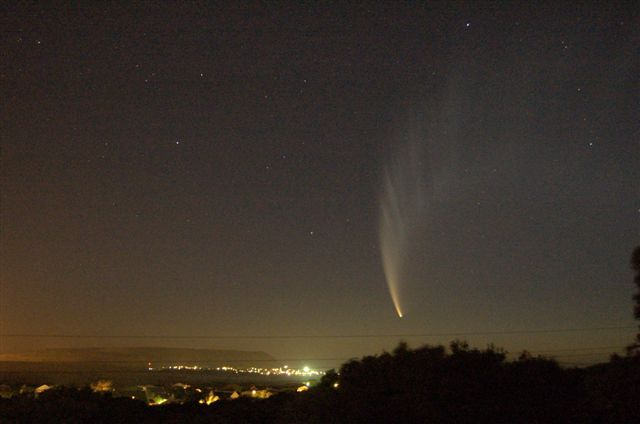
Kommetjie, Sydafrika
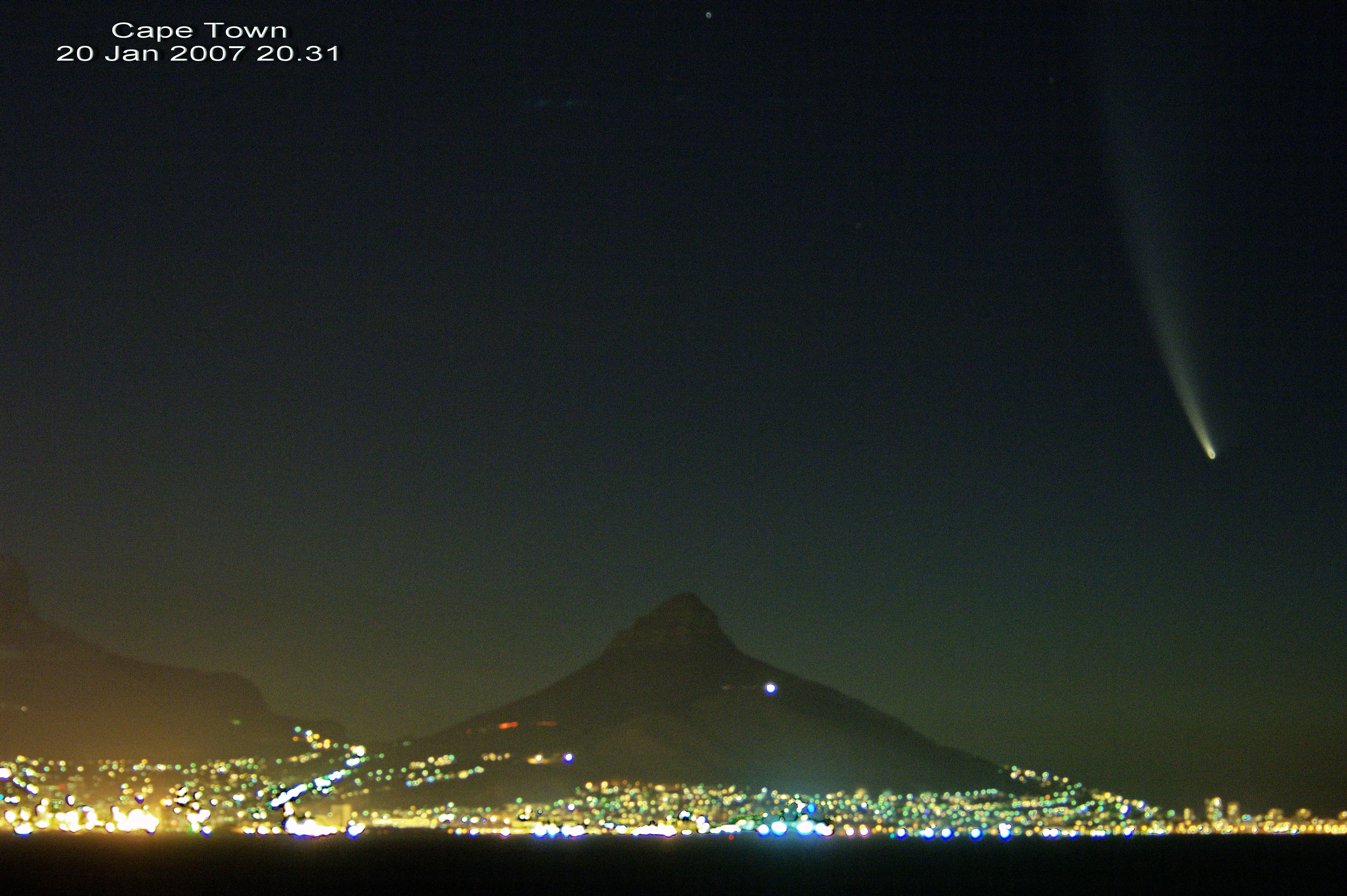
Kapstaden, Sydafrika